# Paratapinophis praemaxillaris
Paratapinophis premaxillaris är en ormart som beskrevs av Angel 1929. Paratapinophis premaxillaris ingår i släktet Paratapinophis och familjen snokar. Inga underarter finns listade i Catalogue of Life.
Denna orm förekommer i sydöstra Kina i provinsen Yunnan samt i Laos och norra Thailand. Arten lever i kulliga områden och i bergstrakter mellan 470 och 1400 meter över havet. Den vistas i skogar intill vattendrag och andra vattenansamlingar. Arten besöker även risodlingar. Födan utgörs av vattenlevande ringmaskar. Honor lägger ägg.
Beståndet hotas troligtvis av landskapsförändringar. Hela populationen antas vara stor. IUCN listar arten som livskraftig (LC).